# ZALA Koub-BLA
Ne doit pas être confondu avec 2K12 Koub.
Le Koub-BLA (en russe : Куб-БЛА, avec russe : куб signifiant littéralement « cube » et russe : БЛА pour Беспилотный Летательный Аппарат (Bespilotny Letatelny Apparat), « Véhicule aérien sans pilote ») est une munition rôdeuse russe, développée par le groupe Zala Aero appartenant à la société Kalachnikov.

## Description
Le Koub-BLA a été présenté pour la première fois au salon international des armes IDEX 2019 à Abou Dabi, aux Émirats arabes unis. Sa conception a été inspirée par la guerre civile syrienne, lorsque l'organisation État islamique a utilisé des drones artisanaux pour attaquer la base aérienne de Hmeimim.
Le Koub-BLA est lancé depuis une catapulte. Cette munition rôdeuse a une forme d'aile volante et elle est propulsée par une hélice bipale actionnée par un moteur électrique. Le guidage du Koub-BLA se fait grâce à des coordonnées GPS ou à l'aide d'une caméra installée sur le nez de l'appareil qui sert également pour la phase finale du vol.
Le fabricant indique que le Koub-BLA peut être utilisé en essaim mais cette capacité n'a jamais été démontrée en public.
Après le lancement, le drone peut se maintenir dans les airs en attendant de détecter une cible, avant de l'attaquer en piqué. Cela permet entre autres de frapper le toit de la tourelle ou le haut du châssis des chars, où l'épaisseur du blindage est moindre. Les avantages de cette munition rôdeuse sont le lancement discret, la grande précision de frappe, le silence et la facilité de manipulation. Le Koub-BLA est également assez léger, il peut être transporté dans une mallette ou un sac à dos.
À l'heure actuelle, la munition rôdeuse Koub-BLA a été testée avec succès et est prête à l'emploi ainsi qu'à la vente à l'export.

### Koub-2E
En 2025 la Russie présente au public le drone Koub-2E lors du salon IDEX 2025. Cette nouvelle version diffère significativement de son prédécesseur. La version initiale du Koub était construite sur le principe de l'aile volante alors que le Koub-2E a été construit sur le même principe que l'AeroVironment Switchblade ou le Meraj 521. La Russie a annoncé que le drone serait proposé en deux versions, une très légère qui a pour mission de frapper un individu ou un véhicule non protégé, et une version plus grosse pour frapper un large éventail de cibles.

## Caractéristiques tactiques et techniques
Les données détaillées sur le Koub-BLA ne sont pas connues, les évaluations générales suivantes sont disponibles, :
- Dimensions : 1 210 × 950 × 165 mm
- Vitesse : 80-130 km/h
- Durée du vol : 30 minutes
- Rayon d'action : 40 km
- Masse de la charge utile : 3 kg (senseurs et têtes explosives)

## Histoire opérationnelle
Sa première utilisation opérationnelle a été rapportée le 12 mars 2022 à Kiev lors de l'invasion de l'Ukraine par la Russie,.

## Opérateurs militaires
- Russie

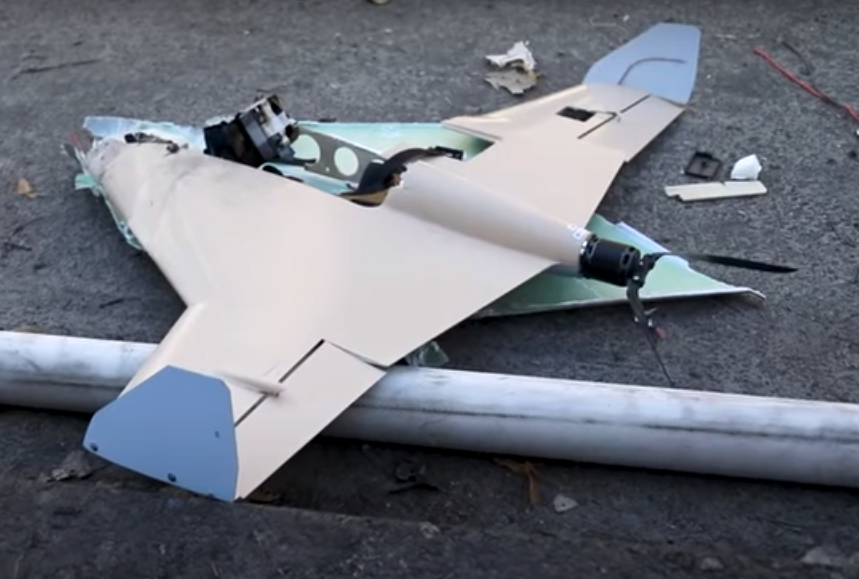
Un drone Koub abattu au cours de l'Invasion de l'Ukraine par la Russie en 2022.

L'autorisation d'exportation est délivrée en janvier 2022.
- Érythrée : l'Érythrée annonce recevoir ses premiers exemplaires en mai 2022, en contrepartie de l'installation d'une base militaire russe à Afabet[13].
- Mali (supposé) : des munitions Zala Koub auraient été retrouvées par les rebelles indépendantistes du Cadre stratégique permanent (CSP) dans la ville de Tin Zaouatine à la suite des combats les ayant opposés à l'armée malienne et aux soldats du groupe Wagner qui les appuyaient[1].